# Água Nova
Água Nova é um município brasileiro no interior do estado do Rio Grande do Norte. Sua origem está ligada à existência de um bebedouro construído às margens do riacho do Meio, na serra do Bom Será, com água considerada de boa qualidade, atraindo os moradores que moravam nas redondezas. Assim surge a comunidade de "Nossa Senhora de Fátima de Água Nova", formada por várias fazendas e pequenas propriedades, que começou a crescer lentamente. Em 1963, o povoado foi elevado à categoria de distrito, por força da lei estadual 2 877, sancionada em 4 de abril daquele ano. Esse distrito pertencia ao município de Riacho de Santana, que fora desmembrado de Pau dos Ferros no ano anterior.
Em 27 de dezembro de 1963, a lei estadual 3 041 desmembrou o distrito de Água Nova, elevando-o à categoria de município, que teve como primeiro prefeito o deputado estadual José Fernandes de Melo, que licenciou do cargo para assumir a prefeitura, tendo sido antes prefeito de Pau dos Ferros e Encanto. A nomeação foi feita pelo governador Aluízio Alves e publicada no Diário Oficial do Estado em 17 de janeiro de 1964. As primeiras eleições municipais só ocorreram em 24 de janeiro de 1965 e tiveram candidato único a prefeito, Francisco Nunes Pereira, da União Democrática Nacional (UDN), empossado no dia 31 seguinte.

## Geografia
Distante 409 km da capital do estado, Natal, Água Nova se limita com Encanto a norte, Riacho de Santana a sul, Rafael Fernandes a leste e Coronel João Pessoa a oeste. É um dos menores municípios do Rio Grande do Norte em território e está também entre os cem menores do Brasil, com apenas 50,684 km² de área (0,096% da superfície estadual), dos quais somente 0,555 km² abrangem a cidade. Desde 2017, quando entrou em vigor a divisão territorial em regiões geográficas, Água Nova está inserida na região imediata de Pau dos Ferros e na região intermediária de Mossoró, sendo que até então, quando vigoravam as microrregiões e mesorregiões, fazia parte da microrregião da Serra de São Miguel, que por sua vez estava incluída na mesorregião do Oeste Potiguar.
Água Nova possui seu relevo inserido tanto na Depressão Sertaneja-São Francisco quanto no Planalto da Borborema, onde estão as maiores altitudes e do qual fazem parte as serras das Almas e do Bom Será. A geologia local é constituída pelo embasamento cristalino, com rochas metamórficas datadas do período Pré-Cambriano, há mais de um bilhão de anos. Predomina o solo bruno não cálcico, fértil, argiloso e bem drenado, havendo áreas menores dos solos podzólico vermelho-amarelo equivalente eutrófico e litólico, este chamado de neossolo na nova classificação brasileira de solos, enquanto os demais se tornaram os luvissolos.
A vegetação desses solos é xerófila e de pequeno porte, típica do bioma da Caatinga, cujas folhas caem na estação seca. Água Nova possui seu território nos domínios da bacia hidrográfica do Rio Apodi-Mossoró, sendo o município onde nasce o riacho das Cajazeiras, afluente do rio Apodi, tendo sua foz na zona rural de Pau dos Ferros. O clima, por sua vez, é semiárido, com chuvas se concentrando no primeiro semestre.
Segundo dados da Empresa de Pesquisa Agropecuária do Rio Grande do Norte (EMPARN), desde 2005 o maior acumulado de chuva em 24 horas registrado em Água Nova atingiu 126 mm em 25 de março de 2020, seguido por 109,5 mm em 18 de fevereiro de 2017 e 100 mm) em 23 de março de 2015, sendo o recorde mensal é de 398,5 mm em março de 2008. O município apresenta uma densidade de descargas de 4,42 raios por km²/ano, estando na terceira posição a nível estadual e na 2 244ª a nível nacional, de acordo com o Grupo de Eletricidade Atmosférica do Instituto Nacional de Pesquisas Espaciais (ELAT/INPE).
| Dados climatológicos para Água Nova (2004-2021) | Dados climatológicos para Água Nova (2004-2021) | Dados climatológicos para Água Nova (2004-2021) | Dados climatológicos para Água Nova (2004-2021) | Dados climatológicos para Água Nova (2004-2021) | Dados climatológicos para Água Nova (2004-2021) | Dados climatológicos para Água Nova (2004-2021) | Dados climatológicos para Água Nova (2004-2021) | Dados climatológicos para Água Nova (2004-2021) | Dados climatológicos para Água Nova (2004-2021) | Dados climatológicos para Água Nova (2004-2021) | Dados climatológicos para Água Nova (2004-2021) | Dados climatológicos para Água Nova (2004-2021) | Dados climatológicos para Água Nova (2004-2021) |
| Mês                                             | Jan                                             | Fev                                             | Mar                                             | Abr                                             | Mai                                             | Jun                                             | Jul                                             | Ago                                             | Set                                             | Out                                             | Nov                                             | Dez                                             | Ano                                             |
| ----------------------------------------------- | ----------------------------------------------- | ----------------------------------------------- | ----------------------------------------------- | ----------------------------------------------- | ----------------------------------------------- | ----------------------------------------------- | ----------------------------------------------- | ----------------------------------------------- | ----------------------------------------------- | ----------------------------------------------- | ----------------------------------------------- | ----------------------------------------------- | ----------------------------------------------- |
| Precipitação (mm)                               | 91,2                                            | 125,9                                           | 186,2                                           | 164,2                                           | 109,9                                           | 30,8                                            | 24,1                                            | 6,7                                             | 4,1                                             | 6,3                                             | 5,2                                             | 29,7                                            | 784,3                                           |

## Demografia
No primeiro censo demográfico realizado em Água Nova como município, em 1970, sua população era de 1 574 habitantes, a maior parte residindo em zona rural, cenário este que se manteve em 1980. Somente no censo de 1991, a população urbana superou a rural, sendo que, em 2010, dos 2 980 moradores, 64,03% residiam na cidade. Entre 2000 e 2010, Água Nova cresceu a uma taxa média anual de 1,07% a.a., ainda assim em um ritmo inferior ao registrado no período de 1991 a 2000 (1,66% a.a.). No último censo, era 18º município menos populoso do Rio Grande do Norte, na 150ª posição dentre 167 municípios, e o 5 090° do Brasil (de 5 565), com 50,34% dos habitantes sendo do sexo feminino e 49,66% do masculino, resultando em uma razão de sexo de 98,67 e uma densidade demográfica de 58,8 hab./km².
Segundo o mesmo censo, predominavam brancos (47,77%) e pardos (42,1%), existindo também pretos (10,05%) e uma minoria amarela (0,09%). Toda a população era brasileira nata, dos quais 90,09% nascidos no município. Apenas 1,86% vieram de fora do estado, grande parte do Ceará (1,34%), havendo ainda naturais de São Paulo (0,18%), Paraíba (0,09%) e Maranhão (0,05%). Ainda segundo o mesmo censo, 95,79% eram católicos; 2,4% protestantes, sendo as principais denominações a Assembleia de Deus e O Brasil para Cristo; 1% não seguia nenhuma religião; 0,55% pertenciam a outras religiosidades cristãs e 0,26% não souberam declarar. Água Nova tem como padroeira Nossa Senhora de Fátima e faz parte da paróquia de José da Penha, que pertence à Diocese de Santa Luzia de Mossoró.
O Índice de Desenvolvimento Humano (IDH-M) do município é considerado médio, de acordo o Programa das Nações Unidas para o Desenvolvimento (PNUD), sendo seu valor igual a 0,616, conforme o último relatório, divulgado em 2013 com base nos dados do censo de 2010, ocupando a 63ª posição a nível estadual e a 3 771ª a nível nacional. Considerando-se apenas o índice de longevidade, seu valor é de 0,776, o valor do índice de educação é de 0,572 e o de renda 0,527, tendo o segundo registrado a maior evolução em duas décadas e o último a menor, com 25% da população entre as linhas de indigência e de pobreza e 20,3% estava abaixo da linha de indigência. O índice de Gini, que mede a desigualdade social, era 0,461, com os 20% mais ricos acumulando 47,83% do rendimento total municipal e os 20% mais pobres apenas 3,21%.

## Política

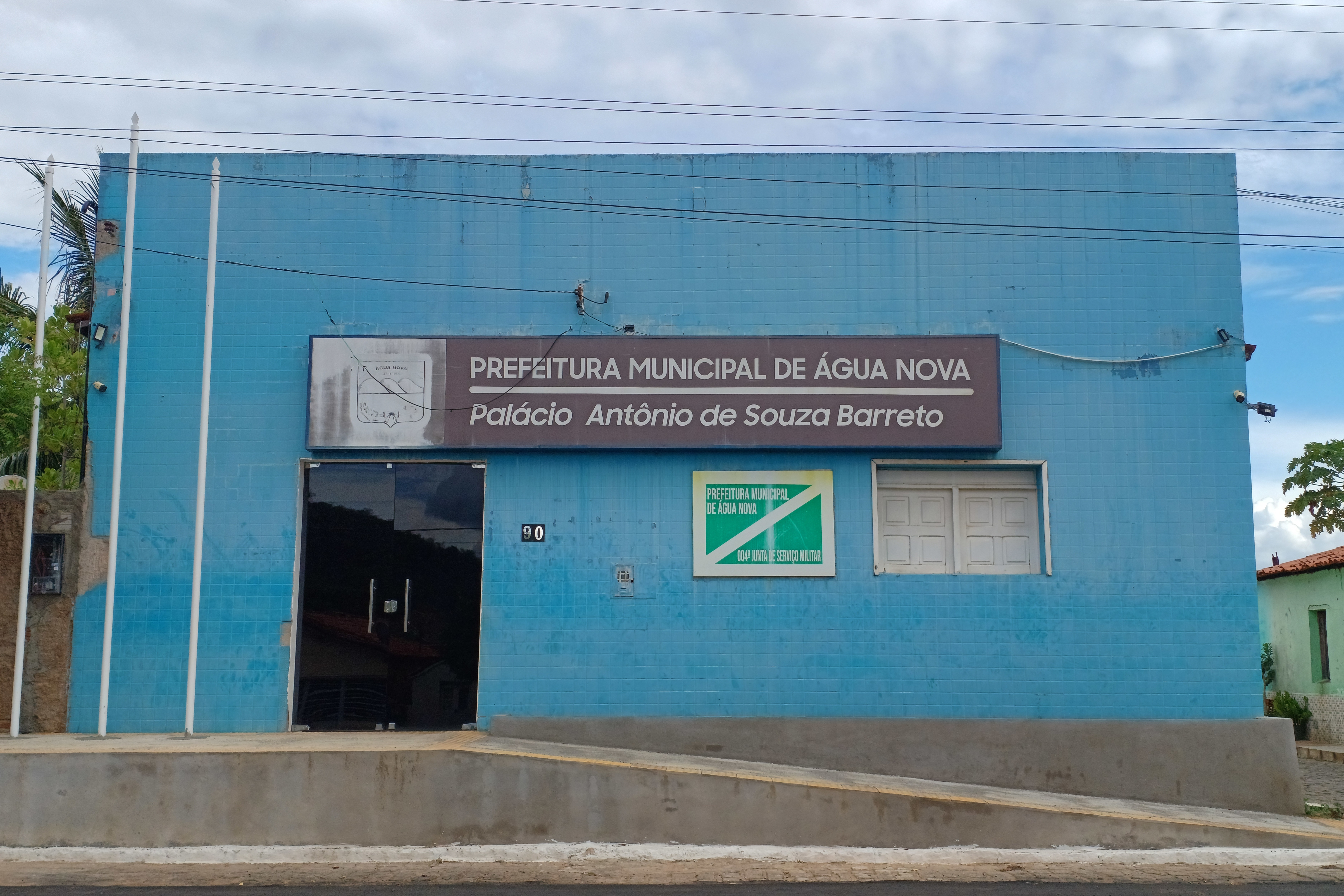
Palácio Antônio de Souza Barreto, onde funciona a prefeitura

Água Nova é um município dotado de autonomia política, administrativa e financeira e, portanto, pessoa jurídica de direito público interno, cuja administração se dá por dois poderes, independentes e harmônicos entre si, o executivo e o legislativo.
O primeiro é exercido pelo prefeito, auxiliado pelo seu gabinete de secretários, cabendo-lhe representar o município em juízo ou fora dele. A Câmara Municipal, constituída por nove vereadores, representa o poder legislativo, que possui, dentre suas atribuições, fiscalizar os atos do executivo e aprovar leis fundamentais à administração pública, especialmente o orçamento municipal.
Água Nova se rege por lei orgânica, promulgada no dia 5 de abril de 1990, e é termo judiciário da comarca de Pau dos Ferros, de entrância intermediária. Pertence à 40ª zona eleitoral do Rio Grande do Norte, possuindo, em dezembro de 2021, 2 145 eleitores aptos a votar de acordo com o Tribunal Superior Eleitoral (TSE), representando 0,091% do eleitorado estadual.

## Economia
Em 2010, considerando-se a população municipal com idade igual ou superior a dezoito anos, 55,9% eram economicamente ativas ocupadas, 24,4% economicamente inativa e 19,8% ativa desocupada. Ainda no mesmo ano, levando-se em conta população ativa ocupada na mesma faixa etária, 39,23% trabalhavam no setor de agropecuária, 36,83% no setor de serviços, 6,84% no comércio, 6,08% na construção civil, 1,59% em indústrias de transformação e 1,06% na utilidade pública.
Já em 2012, o Produto Interno Bruto (PIB) do município era de R$ 18 365 mil, dos quais 14 967 mil do setor terciário, R$ 1 504 mil do setor secundário, R$ 965 mil de impostos sobre produtos líquidos de subsídios a preços correntes e R$ 928 mil do setor primário. O PIB per capita era de R$ 6 069,06. Segundo o IBGE, em 2013 o município possuía um rebanho de 6 820 galináceos (frangos, galinhas, galos e pintinhos), 1 159 bovinos, 730 suínos, 470 caprinos, 426 ovinos e 57 equinos. Na lavoura temporária de 2013 foram produzidos batata-doce (14 t), feijão (3 t) e milho (1 t). e na lavoura permanente coco-da-baía 12 000 frutos), banana (38 t), manga (17 t) e castanha de caju (1 t). Ainda no mesmo ano o município também produziu 228 mil litros de leite de 335 vacas ordenhadas; nove mil dúzias de ovos de galinha e 500 quilos de mel de abelha.
Ainda no mesmo, conforme a Estatística do Cadastro de Empresas, Água Nova possuía 32 unidades (empresas) locais, 31 delas atuantes; salários juntamente com outras remunerações somavam 3 275 mil reais e o salário médio mensal de todo o município era de 1,6 salários mínimos.

## Infraestrutura

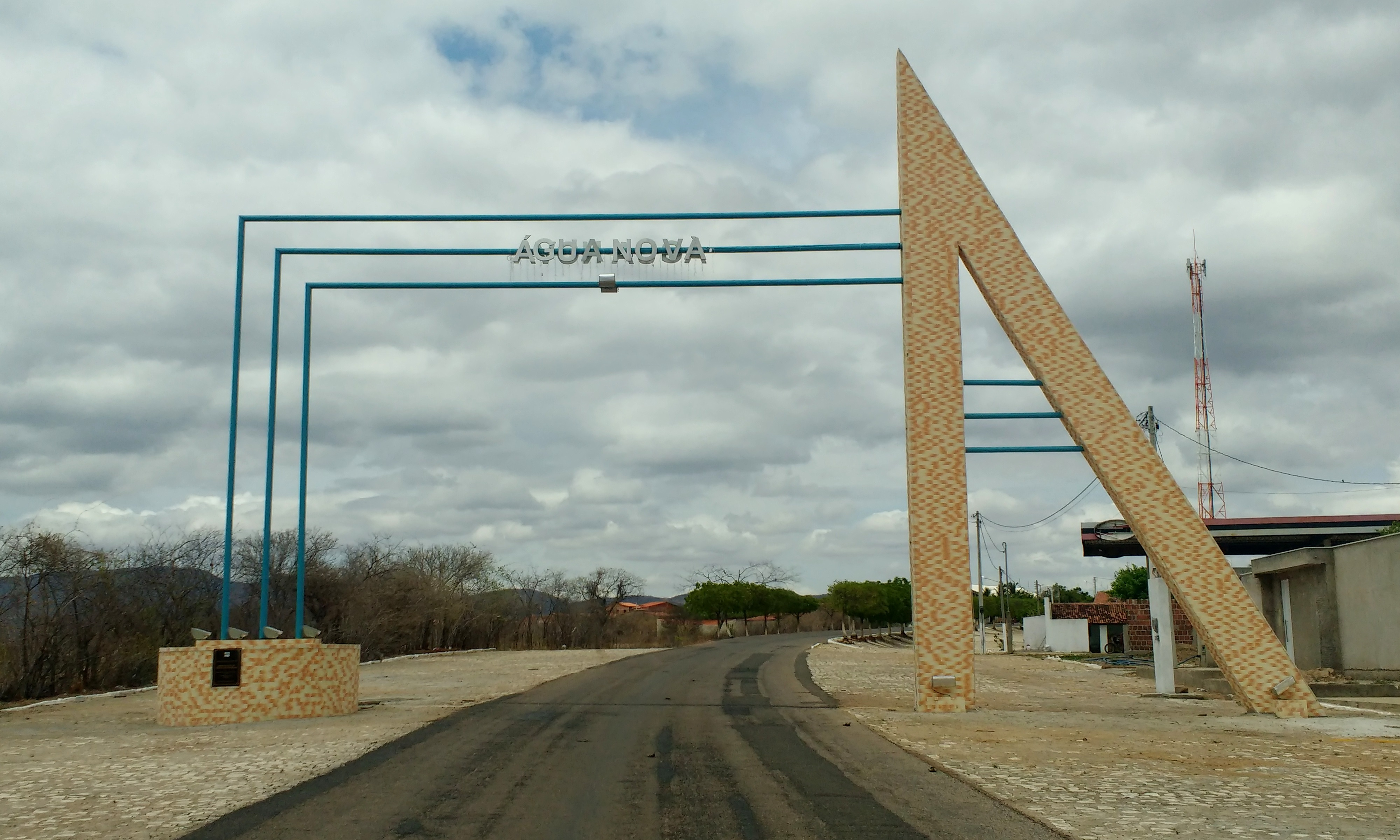
Pórtico de entrada da cidade na rodovia estadual RN-079, a única que passa pelo município

O abastecimento de água de Água Nova é operado pela Companhia de Águas e Esgotos do Rio Grande do Norte (CAERN), que dispõe de um escritório na cidade, e a Companhia Energética do Rio Grande do Norte (COSERN), do Grupo Neoenergia, fornece eletricidade, estando presente em todos os municípios do estado e atendendo a 99,24% dos domicílios, sendo a voltagem nominal da rede de 220 volts. Em 2010, 98,76% dos habitantes tinham acesso à água e 99,79% à coleta de resíduos sólidos, porém apenas 8,85% tinham esgotamento sanitário adequado.
Na última Pesquisa Nacional de Saneamento Básico (PNSB), realizada em 2017, a rede de abastecimento de água local possuía uma extensão de onze quilômetros de extensão, com 916 ligações ou economias, 891 delas residenciais, sendo tratados diariamente 175 m³, em média, com um consumo per capita de 253,9 litros diários por economia e um baixo índice de perdas, de apenas 1%. O serviço telefônico móvel é fornecido por duas operadoras de telefonia, TIM e Vivo, em até 4G. O código de área (DDD) de Água Nova é 084 e o Código de Endereçamento Postal (CEP) é 59995-000. No transporte, o acesso à cidade é feito apenas pela rodovia estadual RN-079, a partir de Rafael Fernandes.

### Saúde
Em 2010, a expectativa de vida ao nascer era de 71,56 anos, com índice de longevidade de 0,776, taxa de mortalidade infantil até um ano de idade de 22,2 por mil nascidos vivos e taxa de fecundidade de 1,9 filhos por mulher. Em abril do mesmo ano, a rede profissional de saúde era constituída por onze auxiliares de enfermagem, um médico de família, um enfermeiro, um farmacêutico, um cirurgião-dentista e um assistente social, totalizando dezesseis profissionais. O município pertence à VI Unidade Regional de Saúde Pública do Rio Grande do Norte (URSAP-RN), sediada em Pau dos Ferros.
A rede de saúde de Água Nova dispõe apenas de duas unidades básicas (agosto de 2018). Em 2019, foram registrados quatro óbitos nestas unidades de saúde (nove em homens e doze em mulheres), sendo as causas mais frequentes as neoplasias ou tumores, causas externas e doenças nos sistemas circulatório, digestivos e respiratório. Conforme a lei orgânica de Água Nova, a saúde do município deve ser garantida mediante políticas públicas que permitam erradicar doenças e acessar, de forma universal e igualitária, as ações e os serviços de saúde.

### Educação
É dever do município garantir a educação visando o pleno desenvolvimento intelectual da pessoa e o seu preparo para o exercício consciente da cidadania e o trabalho, assegurando assim igualdade de condições de acesso e permanência na escola. A lei orgânica de Água Nova determina que, anualmente, ao menos 30% das receitas sejam destinadas à manutenção e desenvolvimento dos estabelecimentos da educação básica.
O fator "educação" do IDH-M no último relatório atingiu a marca de 0,572, ao passo que a taxa de alfabetização da população acima dos dez anos indicada pelo censo demográfico do mesmo ano foi de 79,6%, sendo 82,2% para as mulheres e 77,1% para os homens. No mesmo ano, a expectativa de anos esperados de estudos chegava a 10,52 anos, acima da média estadual de 9,54 anos.
O fluxo etário por faixa etária era maior entre seis e treze anos, com 94,18% do pessoal entre onze e treze com ensino fundamental completo ou em conclusão e 91,74% de cinco anos na escola. Dos quinze aos dezessete anos, 49,43% tinham fundamental completo, enquanto o percentual entre dezoito e vinte anos com ensino médio completo era ainda menor, de 32,45%. Mesmo assim, 29,71% entre 18 e 24 anos não tinham fundamental incompleto ou eram sem instrução alguma. Com 25 anos ou mais, 34,07% tinham fundamental completo, 30,36% eram analfabetos ou com fundamental incompleto, 21,32% com ensino médio completo e apenas 2,64% com superior completo.

## Cultura

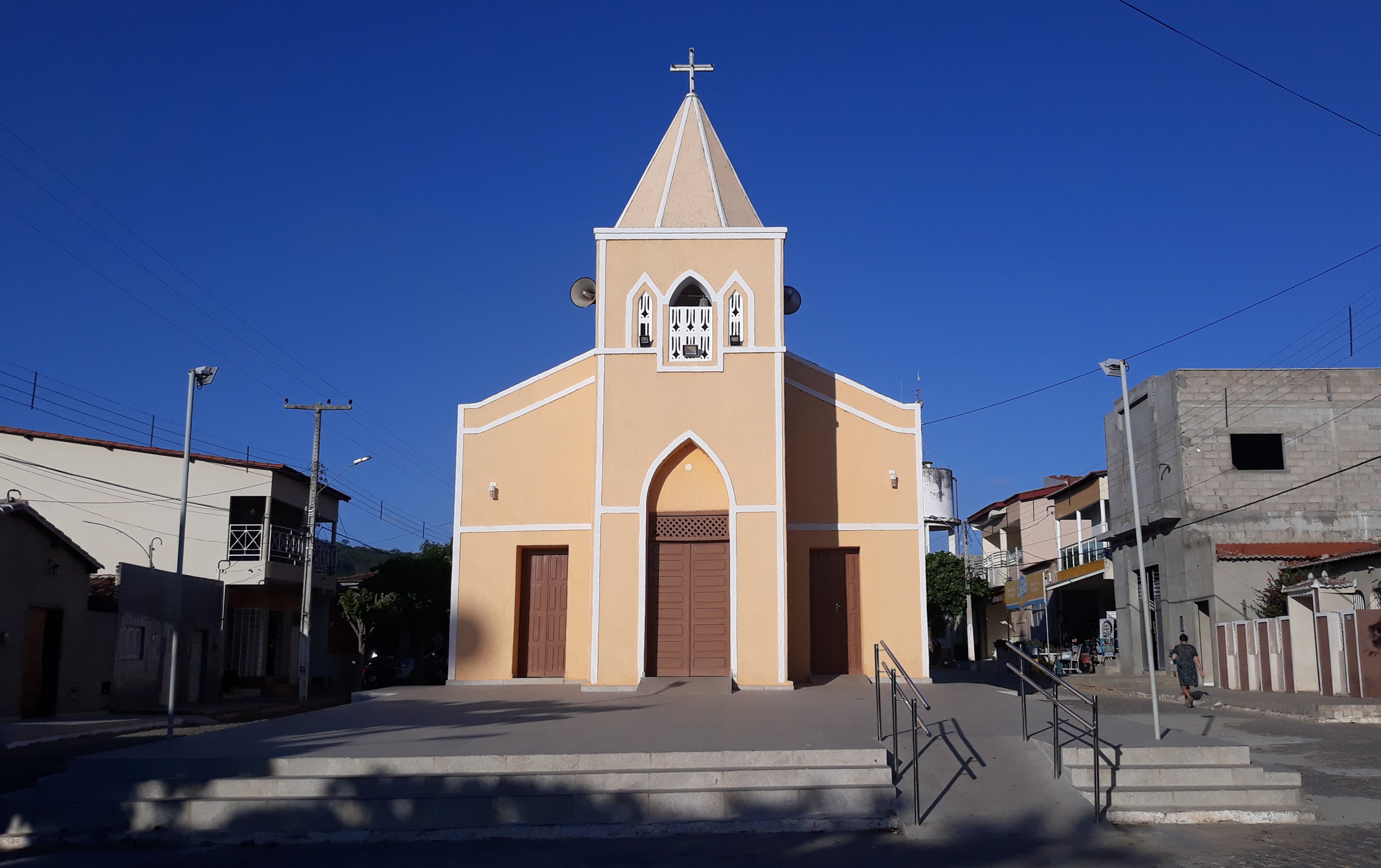
Capela de Nossa Senhora de Fátima, padroeira de Água Nova

Dentre as principais festividades está a festa da padroeira Nossa Senhora de Fátima, que se inicia em 3 de maio com a missa de abertura e prossegue durante nove noites de novena, encerrando-se no dia 13 de maio com a procissão percorrendo algumas ruas da cidade com a imagem da padroeira. No final de dezembro é realizada a festa de emancipação política, com uma vasta programação sociocultural.
Também são realizados eventos no setor esportivo, principalmente no futebol, como a Copa Água Nova de Futebol Amador e o Torneio de Futebol Francisco Ivanir das Chagas. No turismo, os cartões-postais de Água Nova são a Serra do Bom Será e as cachoeiras de Poço Verde e Mãe d’Água. O artesanato é outra forma espontânea da expressão cultural água-novense, tendo como principais atividades o barro e o bordado, além da madeira. Há ainda grupos artesanais, bem como de coral e manifestação tradicional popular.